# Etheostoma marmorpinnum
Etheostoma marmorpinnum és una espècie de peix pertanyent a la família dels pèrcids.

## Descripció
- Pot arribar a fer 4,1 cm de llargària màxima.
- Es distingeix d'altres espècies del mateix gènere per tindre un més gran percentatge del ventre cobert per escates.
- Es diferencia d'Etheostoma percnurum per tindre menys radis a l'aleta caudal (15 contra 18).[4][5]

## Hàbitat
És un peix d'aigua dolça, bentopelàgic i de clima temperat.

## Distribució geogràfica
Es troba a Nord-amèrica: riu Little (conca del riu Tennessee). Va desaparèixer del riu Holston.

## Observacions
És inofensiu per als humans.